# Konsekutiver Studiengang
Ein konsekutiver Studiengang ist ein Studiengang in einer direkten Aufeinanderfolge. Das Wort konsekutiv ist abgeleitet vom  lateinischen consecutio, welches Folge bedeutet. In der Diskussion um den Bologna-Prozess wird mit dem Begriff ein Studienprogramm bezeichnet, das aus einem Bachelor und einem unmittelbar darauf aufbauenden Master besteht. Der Bachelor ist dabei ein grundständiges Studium, der Master ein anschließendes postgraduales Studium. Zwischen dem Bachelor und dem  Master besteht ein fachlicher Zusammenhang, sie bauen inhaltlich aufeinander auf, im Gegensatz zu einem ehemals sogenannten nicht-konsekutiven Masterstudiengang beziehungsweise einem weiterbildenden Masterstudiengang. Etwa neun von zehn Masterstudiengängen waren 2007 konsekutiv und ähneln damit inhaltlich den bisherigen einstufigen Studiengängen mit den Abschlüssen Diplom oder Magister.
Ein erster berufsbefähigender Abschluss (z. B. Bachelor) ist eine notwendige Qualifikation, um überhaupt zum Masterstudiengang zugelassen zu werden.

## Deutschland
In Deutschland sind bei allen Bachelor-Studiengängen und bei konsekutiven Master-Studiengängen zwingend für Bachelor-Abschlüsse die akademischen Grade
- Bachelor of Arts (B.A.), Bachelor of Science (B.Sc.), Bachelor of Engineering (B.Eng.), Bachelor of Laws (LL.B.)
- Bachelor of Fine Arts (B.F.A.), Bachelor of Music (B.Mus.) (Studiengänge an Kunst- und Musikhochschulen)
- Bachelor of Education (B.Ed.) (Studiengänge für Lehramt)

bzw. für Master-Abschlüsse
- Master of Arts (M.A.), Master of Science (M.Sc.), Master of Engineering (M.Eng.), Master of Laws (LL.M.)
- Master of Fine Arts (M.F.A.), Master of Music (M.Mus.) (Studiengänge an Kunst- und Musikhochschulen)
- Master of Education (M.Ed.) (Studiengänge für Lehramt)

jeweils ohne fachliche Zusätze zu verwenden.
Für Weiterbildungsstudiengänge beziehungsweise nicht-konsekutive Masterstudiengänge können einerseits diese Abschlüsse, andererseits aber auch andere Mastergrade vergeben werden, die von den vorgenannten Bezeichnungen abweichen, z. B. Master of Business Administration (MBA). Die Wertigkeit aller durch staatliche oder private Hochschulen vergebenen Masterabschlüsse ist gleich.
In Deutschland gilt, dass in einem konsekutiven Master-Studiengang Studienförderung (zum Beispiel BAföG) in Anspruch genommen werden kann.